# Sedum tortuosum
Sedum tortuosum är en fetbladsväxtart som beskrevs av William Botting Hemsley. Sedum tortuosum ingår i Fetknoppssläktet som ingår i familjen fetbladsväxter. Inga underarter finns listade i Catalogue of Life.